# 国井喜太郎
国井 喜太郎（くにい きたろう　1883年4月23日 - 1967年2月15日）は、日本の工芸家・デザイナー、教育者、商工省工芸指導所初代所長。
外貨獲得と併せて地方産業を興す方途として「産業工芸」の重要性に着目し、そのために調査・指導・研究、全国的な組織造り・広報活動を推進して、産業デザイン隆盛の基礎を作り、かつデザイン界に多くの人材を送り出す役目を果たした。
その功績を記念して、プロダクトデザイン及び工芸に関して優れた業績を挙げた人々を顕彰するために（一財）工芸財団により「国井喜太郎産業工芸賞」が制定された。（1973年第1回から2001年第28回まで）

## 経歴
- 1883年4月23日 - 大野與七の次男として射水郡高岡町新横町（現在の富山県高岡市大手町）又は同郡下関村（現在の高岡市東下関））に生まれる。

12歳の時、下関村の自宅の向いが富山県工芸学校（現在の富山県立高岡工芸高等学校）の初代校長・納富介次郎の官舎だったことから、工芸の道に入る。
- 1902年4月1日　富山県工芸学校 漆工科描金部本科卒業。
- 1902年10月18日　富山県工芸学校助教諭心得
- 1904年～1905年　補充招集により日露戦争に従軍。肩に貫通銃創を受けて入院、帰郷。
- 1905年5月5日　国井俊彰の長女・清（きよし）と結婚、国井姓となる。
- 1907年7月8日　東京高等工業学校（現在の東京工業大学）工業図案科専科卒業。
- 1907年9月18日　富山県工芸学校教諭
- 1913年1月20日　上京し、村松貴金属店（日本橋）意匠部主任。
- 1914年～1916年　芝琴平町に「国井図案所」を開設。室内装飾・家具・七宝焼・西陣織・洋傘・欄間などのデザインを手掛ける。
- 1917年3月26日　名古屋市工芸学校（現在の名古屋市立工芸高等学校）教頭
- 1919年2月1日　服部時計店図案部長
- 1926年6月30日　富山県工芸学校校長
- 1928年3月31日　商工省工芸指導所（後の通産省 工業技術院 産業工芸試験所、製品科学研究所）の設置に伴い初代所長となる。
- 1943年2月18日　社団法人大日本工芸会理事長
- 1943年6月10日　社団法人美術及工芸統制協会理事
- 1945年4月3日　日本美術及工芸株式会社取締役（～1947年10月7日）
- 1948年4月1日　財団法人 工芸学会 付属工芸研究所所長
- 1967年2月15日　東京都杉並区上高井戸（現在の久我山二丁目）の自宅にて逝去。

## 栄典・顕彰
- 1939年2月14日　叙　勲四等瑞宝章
- 1955年8月1日　第1回毎日産業デザイン賞（現在の毎日デザイン賞）特別賞
- 1955年9月11日　第1回竹田工芸賞[2]（工芸学会）
- 1957年3月28日　漆工功労者として高松宮殿下より木杯を賜う。